# Anagyrus cachamai
Anagyrus cachamai (лат.) — вид мелких паразитических хальцидоидных наездников рода Anagyrus из семейства Encyrtidae. Южная Америка: Аргентина.

## Описание
Длина тела около 1 мм. Жгутик усиков 6-члениковый. Мандибулы 2-зубые. Паразитируют на мучнистых червецах (Hemiptera: Pseudococcidae: Hypogeococcus), например, на таких как Hypogeococcus pungens Granara de Willink, развивающихся на растениях Alternanthera paronychioides, A. pungens и Gomphrena sp. (Amaranthaceae), а также на неопределённом точнее виде псевдококцид Hypogeococcus sp., развивающихся на кактусах Cleistocactus baumannii и Hypogeococcus sp. на кактусах C. smaragdiflorus (Cactaceae). Наездник Anagyrus cachamai рассматривается как потенциально важный объект биологического контроля мучнистых червецов. Вид был впервые описан в 2014 году группой американских энтомологов в составе: Сергей Тряпицын (Department of Entomology, University of California, Riverside, Калифорния, США), Гильермо Логарцо (Guillermo A. Logarzo), Мария Агирре (María B. Aguirre) и Даниель Акино (Daniel A. Aquino, Аргентина).